# Бадмаев, Найман Бадмаевич
Найман Бадма́вич Бадма́ев (годы жизни не известны, примерно вторая половина XIX — начало XX века) — один из первых представителей калмыцкой интеллигенции конца XIX — начала XX веков, калмыцкий просветитель, переводчик, этнограф, автор учебных пособий для калмыцких народных школ.

## Биография
В 1882 году закончил прогимназию, и затем гимназию в Астрахани. Работал переводчиком в Управлении калмыцким народом и преподавал калмыцкий язык в основанном в 1849 году Астраханском калмыцком училище и Астраханской духовной семинарии.
В 1910 году в Санкт-Петербурге Найман Бадмаевич выпустил «Калмыцко-русский букварь». В этом же году издал методическое пособие «Руководство к Калмыцко-русскому словарю».
Найман Бадмаев собирал калмыцкий фольклор и занимался его переводом и публикацией. В 1899 году он опубликовал сборник «Калмыцкие сказки». Был членом Петровского общества исследователей Астраханского края. В одном из выпусков печатного органа этого общества он опубликовал заметки об исторической калмыцкой песне «Маштак боро», которая посвящена событиям Отечественной войны 1812 года.

## Награды
- За просветительскую деятельность Найману Бадмаеву были присвоены гражданские чины губернского секретаря и коллежского секретаря;
- В 1904 году ему была вручена серебряная медаль на Станиславской ленте;
- В 1909 году был удостоен Ордена святого Станислава III степени и предоставлено право потомственного дворянина Российской империи.

## Источник
- Учёные — исследователи Калмыкии (XVII — начало XX вв.)/ Библиографический указатель, Калмыцкий институт гуманитарных исследований РАН, Элиста, Калмыцкое книжное издательство, 2006, стр. 9—11. — ISBN 5-7539-0555-2
- Алексеева П. Э., Кавалер ордена святого Станислава, Теегин герл, 2000 № 7, стр. 108—110